# Behind Blue Eyes
Behind Blue Eyes (englisch für „Hinter blauen Augen/Hinter traurigen Augen“) ist ein von Pete Townshend komponiertes Lied der Rockgruppe The Who aus dem Jahr 1971. Es erschien auf dem Album Who’s Next und wurde im November 1971 als dessen zweite Single ausgekoppelt. Es handelt sich um eine Rock-Ballade, die zu den bekanntesten Songs von The Who zählt. Das Lied wurde von zahlreichen Musikern gecovert, die erfolgreichste Version stammt von Limp Bizkit aus dem Jahr 2003.

## Entstehung und Inhalt
Behind Blue Eyes war ursprünglich für die geplante Rockoper Lifehouse geschrieben worden, die jedoch nicht veröffentlicht wurde und deren Stücke dann zum Teil für das Album Who’s Next benutzt wurden.
Das Stück ist in der Ich-Form als Klagelied aus Sicht des Hauptbewohners des Lifehouse, Jumbo, geschrieben worden, quasi als dessen Thema. Townshend hat gesagt, er habe es geschrieben, um zu zeigen, "wie einsam es ist, mächtig zu sein".

## Musik
Das Lied beginnt mit einer Arpeggios spielenden Akustikgitarre, später setzen Bass und Schlagzeug ein, endet aber wieder mit einer Wiederholung des Beginns.
Von The Who wurden zwei Versionen aufgenommen. Die Albumversion ist die zweite. Die erste wurde am 18. März 1971 mit Al Kooper an der Hammond-Orgel aufgezeichnet. Pete Townshend, Autor des Stücks, nahm auch zwei Soloversionen auf. Eine auf Scoop und eine mit Orchesterbegleitung auf Lifehouse Chronicles.
Die am 6. November 1971 veröffentlichte Single-Version erreichte Platz 34 der Billboard Hot 100.

## Version von Limp Bizkit
Die bekannteste Coverversion von Limp Bizkit wurde 2003 vor allem in Europa zum Charterfolg. Sie erschien auf dem Album Results May Vary und weist einen veränderten Text auf, eine dritte Strophe wurde hinzugefügt, ein anderer Teil weggelassen. In Deutschland erreichte das Stück Rang zwei der Singlecharts und musste sich lediglich Shut Up von den Black Eyed Peas geschlagen geben. Es wurde nach Take a Look Around und Rollin’ (Air Raid Vehicle) zum dritten und letzten Top-10-Hit für Limp Bizkit in Deutschland. Darüber hinaus platzierte sich das Lied eine Woche an der Chartspitze der deutschen Airplaycharts. 2004 belegte Behind Blue Eyes Rang 15 in den deutschen Single-Jahrescharts. Neben Platz zwei in Deutschland erreichte das Lied Platz drei in Österreich und Platz fünf in der Schweiz. Diese Coverversion war Teil des Soundtracks zu Gothika.

### Chartplatzierungen
| ChartsChartplatzierungen       | Höchstplatzierung | Wochen |
| ------------------------------ | ----------------- | ------ |
| Deutschland (GfK)              | 2 (25 Wo.)        | 25     |
| Österreich (Ö3)                | 3 (27 Wo.)        | 27     |
| Schweiz (IFPI)                 | 5 (35 Wo.)        | 35     |
| Vereinigte Staaten (Billboard) | 71 (11 Wo.)       | 11     |
| Vereinigtes Königreich (OCC)   | 18 (9 Wo.)        | 9      |

| ChartsJahrescharts (2004) | Platzierung |
| ------------------------- | ----------- |
| Deutschland (GfK)         | 15          |
| Österreich (Ö3)           | 8           |
| Schweiz (IFPI)            | 14          |

### Auszeichnungen für Musikverkäufe
| Land/Region                  | Auszeichnungen für Musikverkäufe (Land/Region, Auszeichnung, Verkäufe) | Verkäufe  |
| ---------------------------- | ---------------------------------------------------------------------- | --------- |
| Australien (ARIA)            | Platin                                                                 | 70.000    |
| Dänemark (IFPI)              | Gold                                                                   | 45.000    |
| Deutschland (BVMI)           | 2× Platin                                                              | 600.000   |
| Neuseeland (RMNZ)            | 2× Platin                                                              | 60.000    |
| Norwegen (IFPI)              | Gold                                                                   | 5.000     |
| Schweiz (IFPI)               | Gold                                                                   | 25.000    |
| Vereinigte Staaten (RIAA)    | Gold                                                                   | 500.000   |
| Vereinigtes Königreich (BPI) | Gold                                                                   | 400.000   |
| Insgesamt                    | 5× Gold · 5× Platin ·                                                  | 1.705.000 |

Hauptartikel: Limp Bizkit/Auszeichnungen für Musikverkäufe

## Weitere Coverversionen (Auswahl)
Behind Blue Eyes wurde ebenfalls gecovert von
- Anna Ermakova
- Bryan Adams
- The Chieftains
- Elf
- Lifehouse
- Lights
- Pearl Jam
- Sheryl Crow
- Silvertide
- Skrewdriver
- Stratovarius
- Suzanne Vega
- Tokio Hotel
- Thunderhead
- Within Temptation